# Rakete

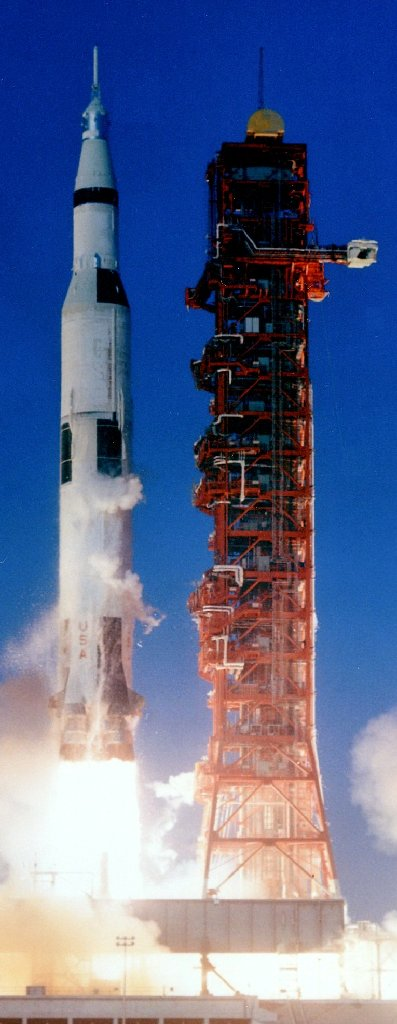
Start einer Saturn V mit Apollo 8 an der Spitze

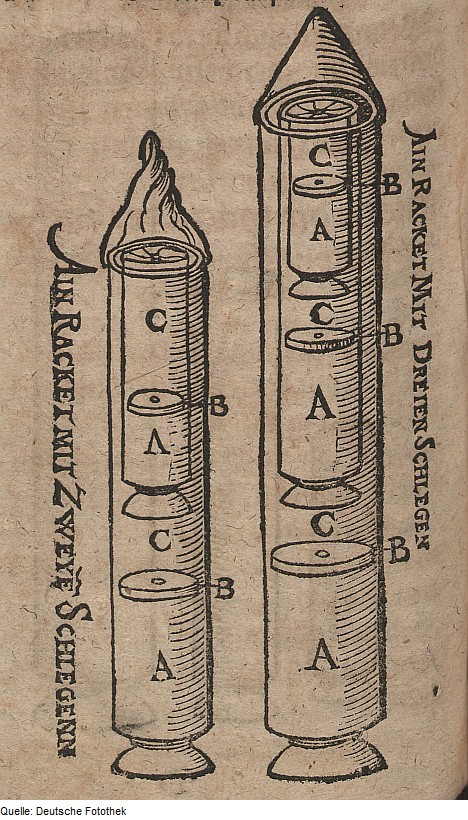
Entwurf von Mehrstufenraketen von Johannes Schmidlap, einem Zeitgenossen von Conrad Haas, Nachdruck von 1590

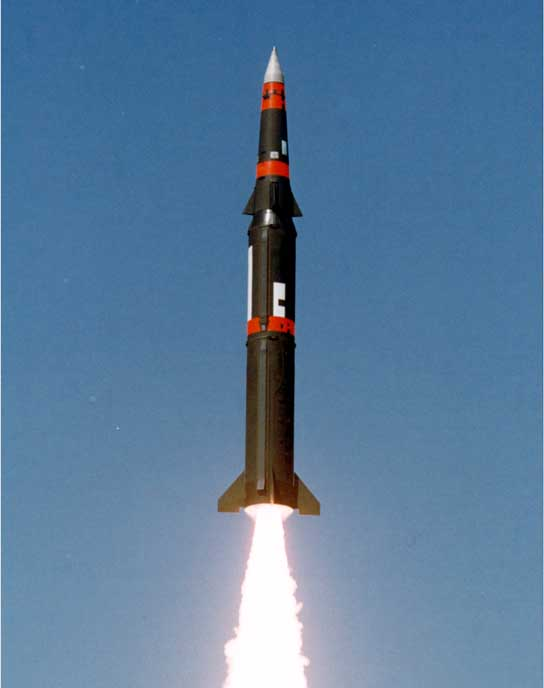
Pershing II

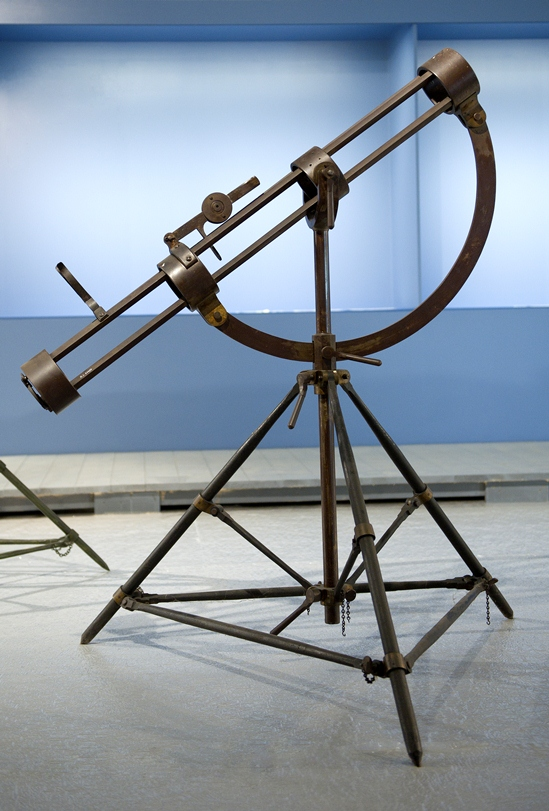
Raketengeschütz, 1865 (HGM)

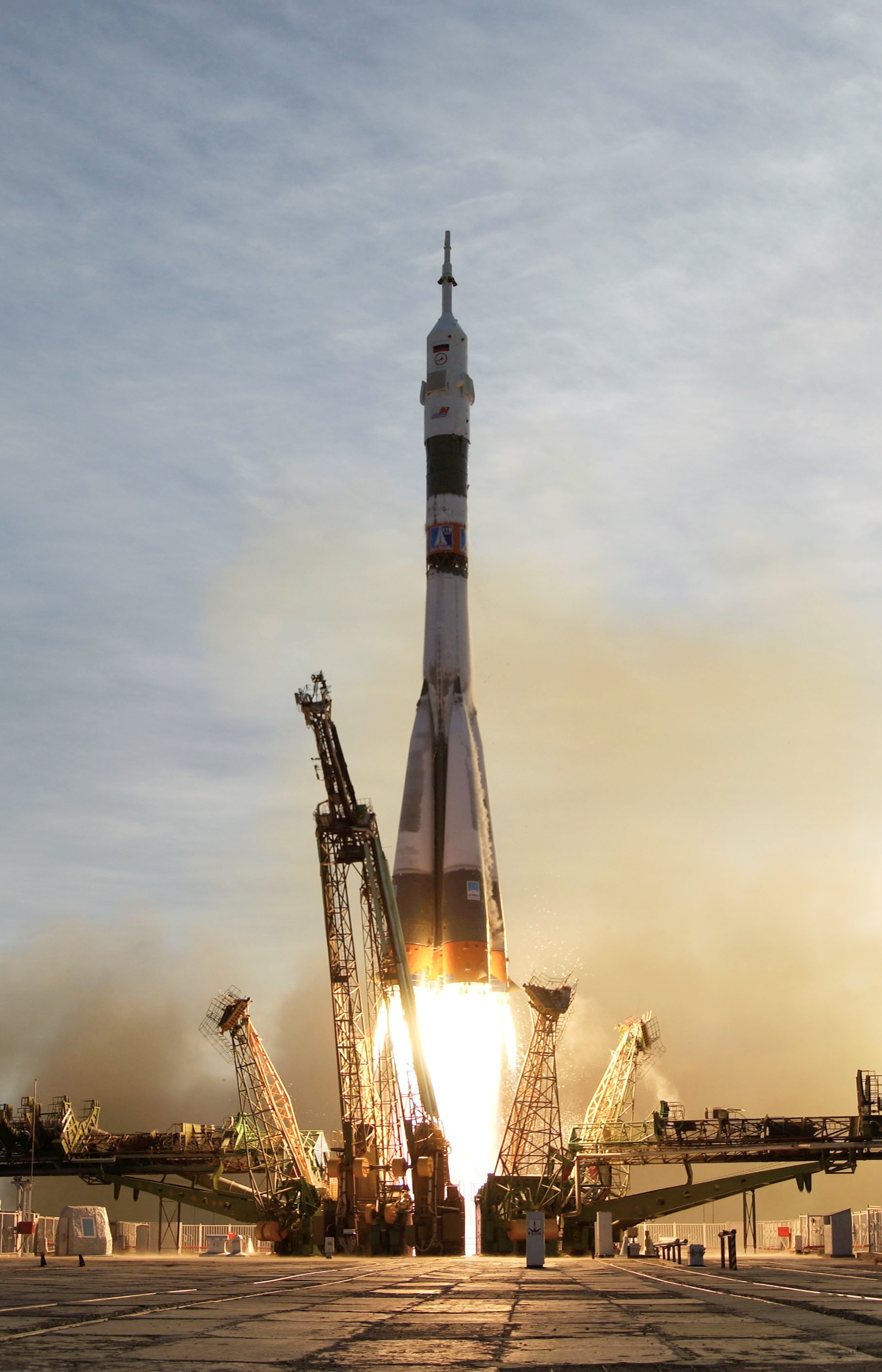
Sojus-FG startet das bemannte Raumschiff Sojus TMA-5

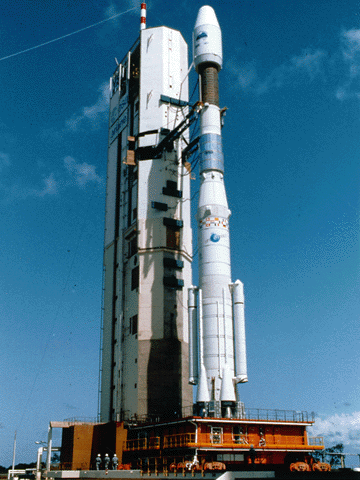
Ariane 42P

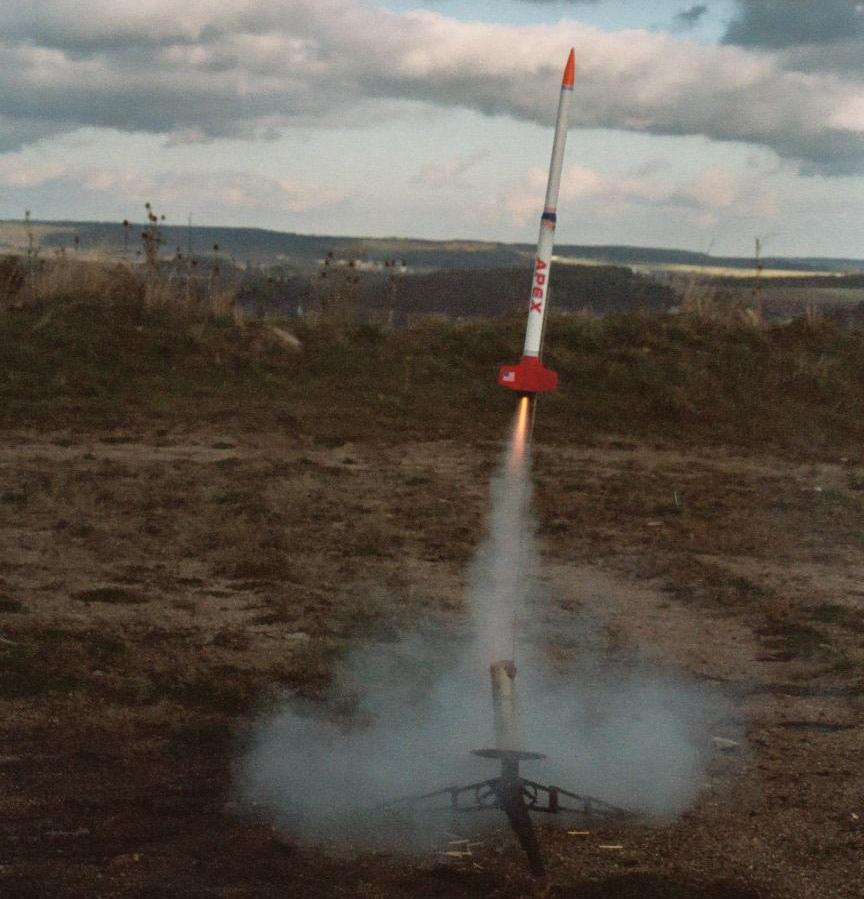
Modellrakete

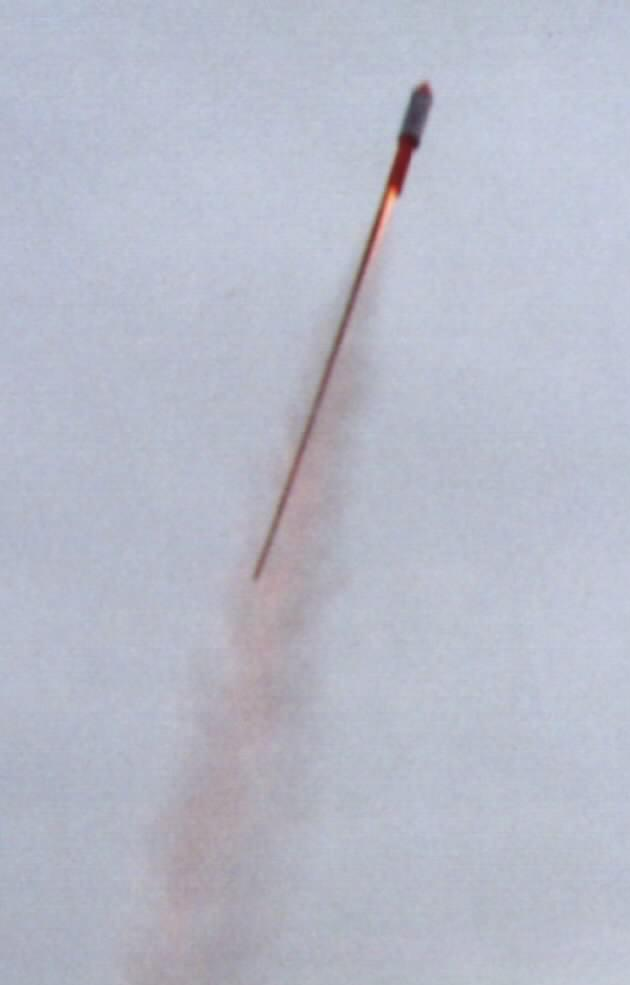
Feuerwerksrakete im Flug

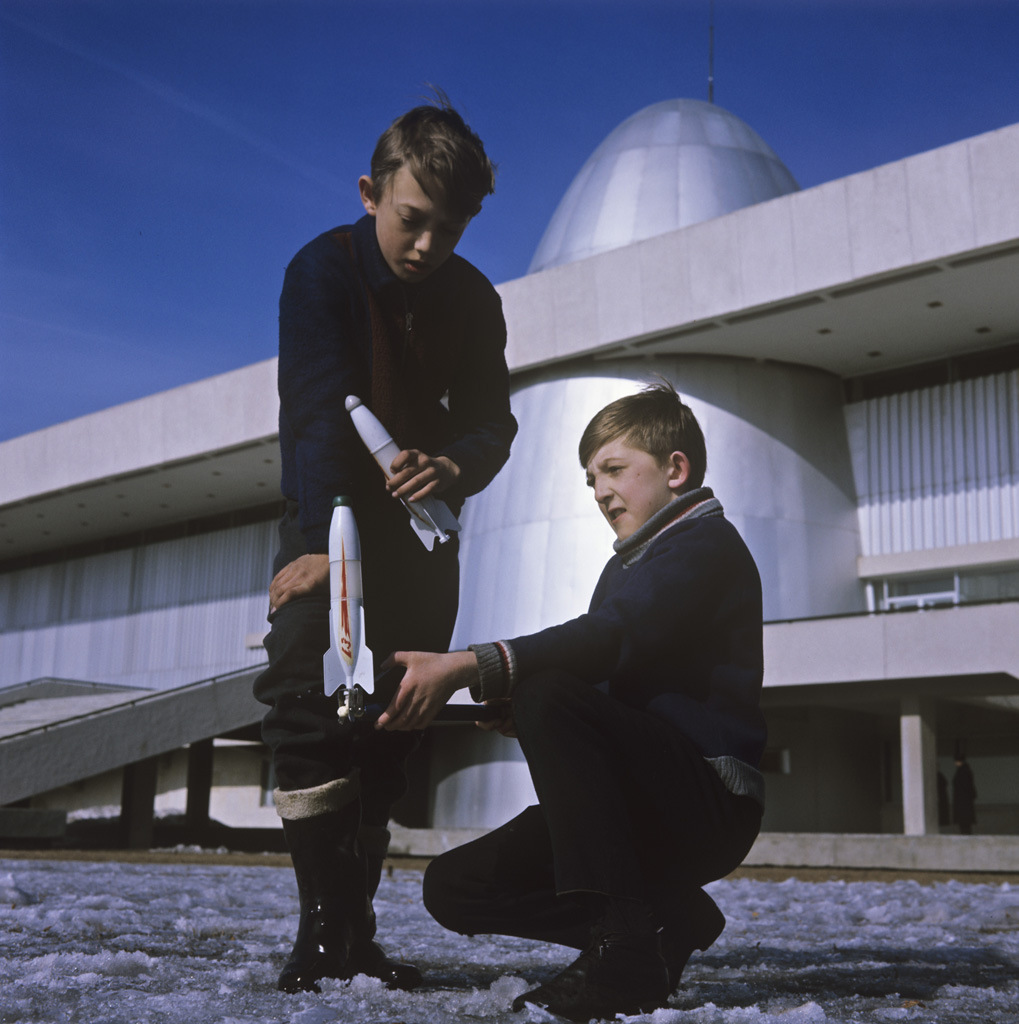
Spielzeugrakete (Sowjetunion, 1969)

Eine Rakete (italienisch rocchetta ‚Spindel‘, woraus durch Conrad Haas der Begriff Rakette  entstand) ist ein Flugkörper mit Rückstoßantrieb (Raketenantrieb). Der Antrieb kann auch während des Betriebs unabhängig von externer Stoffzufuhr (beispielsweise Oxidator) arbeiten und daher die Rakete auch im luftleeren Raum beschleunigen. Im Gegensatz zu Geschossen haben Raketen (vergleichsweise) lange Beschleunigungsphasen. Die dadurch deutlich geringere Belastung ermöglicht eine entsprechend leichtere Struktur. Raketen gibt es in Größen von handlichen Feuerwerksraketen bis hin zu den riesigen Raketen in der Raumfahrt wie der Energija oder der Saturn V, die im Apollo-Programm, dem bemannten Flug zum Mond, eingesetzt wurde.
Raketen werden insbesondere als militärische Waffe, in der Raumfahrt, als Signalrakete oder als Feuerwerkskörper eingesetzt. Hat eine Rakete eine sehr umfassende Eigensteuerung, so dass sie zum Beispiel beweglichen Zielen folgen kann, dann gehört sie zu den Lenkflugkörpern.

## Geschichte
Raketen wurden in China im 7. Jahrhundert von dem Mönch Li Tian entwickelt, wurden mit Schwarzpulver angetrieben und dienten vor allem als Feuerwerk bei höfischen Anlässen. Der erste überlieferte Raketenstart fand im Jahr 1232 im Kaiserreich China statt. So feuerten die Chinesen im Krieg gegen die Mongolen in der Schlacht von Kaifeng eine Vielzahl solcher Raketen auf die Angreifer ab. Die Raketen sollten weniger den Gegner verletzen, als die feindlichen Pferde erschrecken.
In Europa fanden sie 1379 erstmals schriftliche Erwähnung, der erste dokumentierte Start einer Rakete fand 1555 im siebenbürgischen Hermannstadt statt. Der Flugkörper verfügte bereits über ein Dreistufenantriebssystem. (siehe: Conrad Haas)
Im 17. Jahrhundert soll Lâgari Hasan Çelebi gemäß dem Bericht von Evliya Çelebi an der Küste des Bosporus unterhalb des Topkapı-Palastes (heute: Istanbul) ca. 20 Sekunden mit einer selbstgemachten Rakete geflogen sein, um dann mit Flügeln im Wasser zu landen. Genaue Daten oder unabhängige Drittberichte, die diesen Flug bezeugen, sind allerdings nicht bekannt.
In Indien wurden in früher Zeit sogenannte mysorische Raketen in den Mysore-Kriegen (1766–1799) gegen die englischen Truppen eingesetzt. Ihr Erfolg überrumpelte die Briten, vor allem in der Schlacht von Pollilur/Perambani (1780), bei der Raketen einen Pulverwagen zur Explosion brachten und die Schlacht wendeten.
Von diesen Modellen angeregt stellte der Engländer William Congreve 1804 mit der von ihm entwickelten und später nach ihm benannten Congreve’schen Rakete – einer Art Brandrakete – erste größere Versuche an; die Waffe wurde 1806 bei Boulogne, 1807 beim Beschuss von Kopenhagen, 1809 beim Angriff auf die französische Flotte bei Île-d’Aix und bei der Beschießung von Vlissingen und 1813/1814 vor Glückstadt eingesetzt. Während der Befreiungskriege schickten die Engländer ihren Verbündeten Raketenbatterien, die 1813 bei den Belagerungen von Wittenberg und Danzig sowie in der Völkerschlacht bei Leipzig zum Einsatz kamen. Congreves Raketen wurden ferner im Krieg von 1812 gegen die Amerikaner eingesetzt.
Nach genauem Studium der englischen Raketenwaffen führte in der Folge der österreichische Freiherr Vincenz von Augustin diese neue Waffe in der österreichischen Armee ein. Augustin war ab 1814 Chef der Kriegsraketenanstalt und hatte als Kommandant bis 1838 das in der österreichischen Artillerie neuerrichtete Raketenkorps (Feuerwerkskorps) in Wiener Neustadt unter sich. Aus dem Jahr 1865 stammt ein österreichisches Raketengeschütz für achtpfündige Rotationsraketen, das sich im Heeresgeschichtlichen Museum in Wien befindet. In der Weiterentwicklung des Briten William Hale (1797–1870), der Hale’schen Rakete, wurde die Stabilisierung nicht mehr durch einen Stab, sondern durch das Treibmittel selbst erreicht. Die Pulvergase traten nach der Zündung nicht nur durch die hintere Antriebsöffnung, sondern auch durch seitlich angelegte Bohrungen aus und versetzten die Rakete damit in Rotation. In Russland entwickelte Konstantin Iwanowitsch Konstantinow in den Jahren 1847–1871 Raketen mit 5 km Reichweite; ab 1894 führte Nikolai Iwanowitsch Tichomirow Untersuchungen zu Feststoffraketentriebwerken durch, welche zur Entwicklung des Raketenwerfers Katjuscha führten.
1903 veröffentlichte Konstantin Ziolkowski die Raketengrundgleichung und stellte damit das Prinzip der Mehrstufenrakete auf eine wissenschaftliche Basis.
Der Physiker Hermann Oberth führte Anfang des 20. Jahrhunderts eine Reihe grundlegender Raketenversuche durch. 1923 publizierte er Die Rakete zu den Planetenräumen, eine Version seiner Dissertation, die von der Universität Heidelberg abgelehnt worden war.
1926 testete Robert Goddard in den USA erfolgreich seine selbst entwickelte Rakete mit Flüssigtreibstoff.
Bei Opel begann 1927 die Raketenforschung mit einem eigens konstruierten Prüfstand zur Messung der Schubkraft der Raketen. Auch Max Valier und Friedrich Wilhelm Sander nahmen daran teil. Am 11. April 1928 steuerte Kurt C. Volkhart das erste Ergebnis von Opels Forschung auf der Werksrennbahn: das Raketenauto RAK1. Fritz von Opel absolvierte im September 1929 auf dem Frankfurt-Rebstock den vermutlich ersten bemannten Raketenflug der Welt. Er erreichte mit dem Opel-Sander-Flugzeug RAK-1 eine Geschwindigkeit von 150 km/h.
1931 gelang Johannes Winkler, Gründer des VfR (Verein für Raumschiffahrt), der erste Start einer Flüssigkeitsrakete in Europa. In der Sowjetunion wurden 1935 die Raketen GIRD-09 und GIRD-X gestartet. Beide Raketen wurden von der GIRD (Gruppe zum Studium der rückstoßgetriebenen Bewegung), einer Unterorganisation der OSSOAWIACHIM, entwickelt. 1942 hob in Peenemünde die vom deutschen Raketenpionier Wernher von Braun entwickelte Aggregat 4 als erste gesteuerte und flugstabilisierte Großrakete ab und leitete damit die Entwicklung ein, die zur Nutzung von Raketen als Transportmittel für Massenvernichtungswaffen führte. Den ersten bemannten Senkrechtstart eines Raketenflugzeugs führte 1945 Lothar Sieber in einer Ba 349 Natter aus. Der Flug endete mit einem tödlichen Absturz. 1957 verließ eine modifizierte sowjetische Interkontinentalrakete vom Typ R-7 die Erdatmosphäre und brachte den Satelliten Sputnik 1 in eine Umlaufbahn um die Erde.

## Aufbau
Jede Rakete besteht aus den folgenden Baugruppen:
- Triebwerk (Raketentriebwerk bestehend aus Brennkammer, Düsen, Pumpensystem und Kühlung bei Flüssigtriebwerken, bzw. Festtreibstoff bei Feststoffraketen)
- Stabilisierungs- und/oder Steuereinheit
- Nutzlast (Sprengkopf, Satellit, Mannschaft, Rückkehrmodul usw.)

Die Baugruppen werden durch die Hülle zusammengehalten. Dabei können einzelne Baugruppen auch mehrfach vorkommen (Mehrstufenrakete).

### Triebwerk
Für eigenstartfähige Flugkörper werden in der Regel chemische Raketentriebwerke verwendet, wobei man zwischen Flüssigkeits- und Feststofftriebwerken unterscheidet.
Der Begriff Rakete ist allerdings nicht auf Funktionsprinzipien beschränkt, die auf der Verbrennung von Treibstoffen beruhen. Im Bereich sehr kleiner Raketen kann die Stützmasse auch aus einfachem Wasser bestehen, das mit Hilfe komprimierter Luft nach hinten ausgestoßen wird. Man spricht dann von einer Wasserrakete.
Bereits erprobte Nukleartriebwerke wurden bisher aus Sicherheits- und Umweltschutzgründen nicht eingesetzt. Elektrische Raketentriebwerke werden nur für bereits gestartete Raumsonden und Satelliten verwendet, da ihre geringen Schubkräfte zur Überwindung der irdischen Schwerkraft unzureichend und nur im Weltraum effektiv sind (Ionenantrieb).

### Steuer- und Lenkeinrichtungen
Wie alle Flugkörper braucht die Rakete Steuerelemente, welche die Rakete auf Kurs bringen und halten. Auch müssen diese Einheiten die Fluglage stabil halten. Für den Flug in der Erdatmosphäre besitzen manche Raketen sogenannte „Finnen“ oder „Flossen“. Sie nutzen den auftretenden Luftstrom während des Fluges, vergleichbar mit der Funktion eines Leitwerks bei einem Flugzeug, und halten die Rakete gerade zur Flugrichtung, um ein Abdriften zu verhindern. Die Rakete kann auch mit den Finnen gesteuert werden; diese Art der Steuerung ist nur innerhalb der Erdatmosphäre möglich.
Der größte Teil aller Raketen wird während des angetriebenen Fluges durch direktes Schwenken des Triebwerks bzw. der Schubdüsen oder im Abgasstrahl des Triebwerkes angeordnete Strahlruder gesteuert (Schubvektorsteuerung). Hierbei wird der Gasstrom des Triebwerkes so ausgelenkt, dass sich durch die Verlagerung des Schubvektors in Bezug auf den Masseschwerpunkt die Ausrichtung der Rakete um die Nick- und Gierachse ändert; dieses Steuersystem arbeitet unabhängig von der Umgebung, solange das Triebwerk läuft. Bei Raketen mit mehreren gleichzeitig aktiven Triebwerken (z. B. R-7) kann die Ausrichtung durch die Regelung des Schubs der Einzeltriebwerke kontrolliert werden. Ebenso können mit Strahlrudern oder mehreren Triebwerken Bewegungen um die Rollachse gesteuert werden, bei einmotorigen Raketen mit kardanisch aufgehängten Triebwerken kann hierzu eine zusätzlich Vorrichtung wie ein kleines Rollsteuerungstriebwerk erforderlich sein. Schwenkbare Vernierdüsen können die Steuerung aller drei Achsen beeinflussen.
Bei Feststoffraketen kann der Vektor des Schubstrahls anstelle durch mechanische Vorrichtungen auch durch die sektorale Einspritzung von Flüssigkeiten, z. B. einem starken Oxydator, in die starr montierte Schubdüse geschwenkt werden („LITVC-System“).
Für eine Lagesteuerung im Weltraum sind Steuerdüsen (Reaction Control System, RCS) nötig. Diese sind oft sehr klein und erzeugen nur geringe Schübe. Mit ihnen kann die Rakete in jede Richtung gesteuert und gedreht werden.

#### Ungelenkte Raketen
Ungelenkte Raketen werden durch den Startwinkel ausgerichtet und während des Fluges lediglich aerodynamisch oder durch Eigenrotation stabilisiert. Beispiele hierfür sind Feuerwerksraketen, Modellraketen, Schiffsrettungsraketen, kleinere Höhenforschungsraketen (beispielsweise MMR06-M), zahlreiche militärische Raketen kürzerer Reichweite (zum Beispiel Katjuscha), einfache Boden-Boden-/Boden-Luft-Raketen oder Geschosse von Raketenpistolen und Raketengeschützen.
Die Stabilisierung kann erfolgen durch:

Druckpunkt und Schwerpunkt einer aerodynamisch stabilen und instabilen Rakete

- Drallstabilisation. Dabei wird die Rakete in Drehung um die Längsachse versetzt. Das Prinzip ist wie beim Kreisel, der sich durch die Drehbewegung in seiner Lage stabilisiert. Anwendung: Hale’sche Rakete
- Leitwerke, welche ggf. auch Drall erzeugen können. Die Leitwerke befinden sich meist am hinteren Ende der Rakete, jedoch immer hinter ihrem Schwerpunkt. Sie bewirken eine aerodynamische Stabilisierung. Bei einer eventuellen Abweichung von der vorgesehenen Flugbahn entsteht an den Leitwerken ein Staudruck, der die Rakete wieder ausrichtet.
- Einen Stabilisierungsstab, wie z. B. bei Feuerwerksraketen. Durch die Länge des Stabes besitzt er ein großes Trägheitsmoment, wodurch ein Herausdrehen aus der vorgesehenen Flugbahn erschwert wird. Bei großen Geschwindigkeiten wirkt der Stab außerdem wie ein Leitwerk. Das Absenken des Schwerpunktes ist hier nicht entscheidend, da – im Unterschied zu einem aufgehängten Pendel – die Schwerkraft bei einer Rakete kein Drehmoment erzeugt.

#### Gelenkte Raketen
Gelenkte Raketen unterliegen während des Fluges einer Kursüberwachung und haben die Möglichkeit, den Kurs zu korrigieren. Dabei kann die Kurskorrektur autonom oder durch eine Leitstation erfolgen.
Die Kurskorrektur wird meist durch ein die Raumlage überwachendes Kreiselsystem eingeleitet, auch inertiales Navigationssystem genannt. Es wird heute zum Beispiel durch GPS-Steuerung ergänzt. Dies kann durch folgende Steuerglieder erfolgen:
- Leitwerke wirken auf die umgebende Luft und können damit bei Flügen in der Atmosphäre auch nach Brennschluss genutzt werden.
- Strahlruder wirken direkt im ausgestoßenen Gasstrom.
- Schwenkbare Expansionsdüsen, oder gas-dynamic-steering.
- Steuertriebwerke, die seitlich der Längsachse wirken.

Im militärischen Bereich werden gelenkte Raketen als Flugkörper bezeichnet.
Beispiele hierfür sind militärische Raketen größerer Reichweite (die erste in Serie gebaute ballistische und gesteuerte Rakete war die A4 von 1944), außerdem Flugabwehrraketen und Panzerabwehrraketen, größere Höhenforschungsraketen und Trägerraketen für Satellitenstarts.

### Hülle
Die Hülle von Raketen muss zugunsten des Treibstoffes und der Nutzlast möglichst leicht sein. Um nach dem Abbrand einer gewissen Treibstoffmenge möglichst wenig Totlast mitzuführen, werden größere Raketen mehrstufig ausgelegt – nach dem Brennschluss einer Stufe wird diese abgetrennt und die nächste Stufe gezündet. Die Trennung erfolgt meist durch Absprengen (Pyrobolzen), kann aber auch durch die Zündung der nachfolgenden Stufe erfolgen. Dadurch wird die nutzbare Energie optimiert und die spezifische Leistung und Nutzlastkapazität erhöht. Es gibt in der Raumfahrt bis zu fünfstufige Raketensysteme.
Für Flüge in der Atmosphäre muss die Hülle aerodynamisch geeignet ausgelegt sein, weiterhin kann es zu erheblichen thermischen Belastungen durch Luftreibung kommen. Bei manchen Raketen, wie der US-amerikanischen Atlas-Rakete, wird die Hülle durch einen erhöhten Innendruck gehalten.
Die Masse der Hülle beträgt im Vergleich zur Gesamtmasse einer Rakete (Masse der Hülle, der Nutzlast und des Treibstoffes) sehr oft nur einen Bruchteil derer. Bei manchen Trägerraketen macht das Gewicht der Hülle sogar nur 5 % der Gesamtmasse aus. Die Hülle und Strukturen einer Rakete werden meistens aus Aluminium gefertigt, da dieses Metall relativ leicht und stabil ist. Bauteile, die unter hoher Beanspruchung stehen, werden aus Stahl oder Titan gefertigt.

### Stufenraketen
Schon früh kam man auf die Idee, unnützes Gewicht von Raketen während des Fluges abzutrennen.

Vergleich verschiedener Konfigurationen. Von links nach rechts: Einstufige Rakete, gestapelte Zweistufenrakete, einstufige Rakete mit Boostern, Rakete mit abwerfbaren Außentanks.

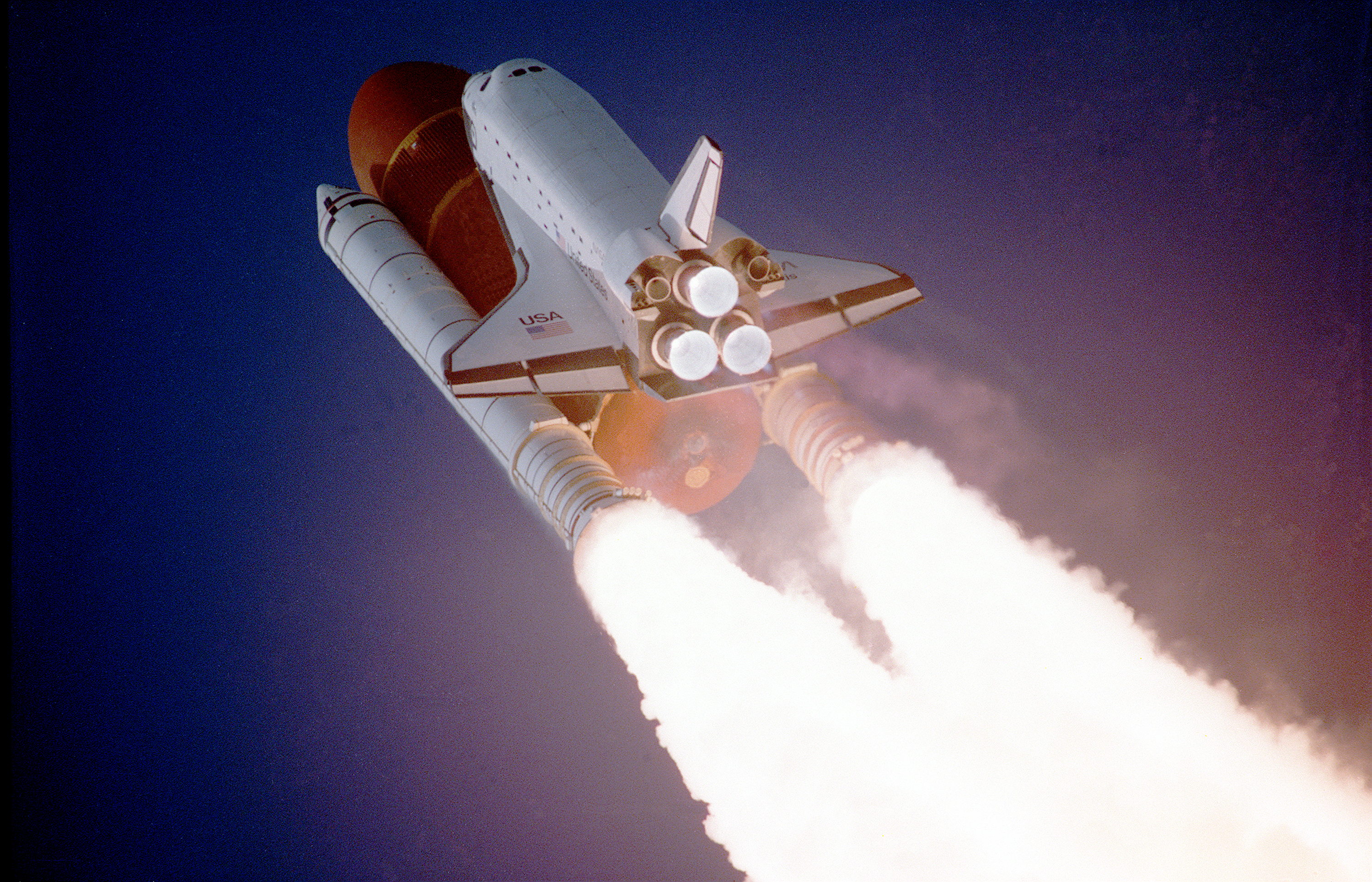
Atlantis mit Space-Shuttle-Feststoffraketen und Space Shuttle External Tank

Fast jede Trägerrakete, die heute im Einsatz ist, verwendet so ein Stufen-System. Das zugrundeliegende Konzept bleibt dabei immer gleich. Durch das Reduzieren der zu beschleunigenden Masse wird die Rakete effizienter. Häufig verwendet und auch kombiniert werden die folgenden Konzepte.
- Gestapelte Raketenstufen
- Side-Booster
- Abwerfbare Außentanks

Gestapelte Raketenstufen verwenden übereinander gebaute Raketenstufen. Die Stufen tragen dabei jeweils eigene Triebwerke. Es wird zuerst die unterste Stufe gezündet. Nach dem Ausbrennen der Stufe wird sie abgeworfen, und die nächste Stufe gezündet. Das kann beliebig oft kombiniert werden. Prominente Beispiele sind die Saturn (Rakete) und die Falcon 9.
Raketen mit Side-Boostern nutzen gleichzeitig brennende Stufen. Es werden an der Seite Treibstofftanks mit eigenen Triebwerken befestigt. Sie liefern zusätzlichen Schub und werden nach dem Ausbrennen abgeworfen, meist nur wenige Minuten nach dem Start. Beispiele hierfür sind die europäische Ariane 5, die chinesische Langer Marsch (Rakete) und die Falcon Heavy von SpaceX.
Abwerfbare Außentanks werden ähnlich angebracht wie Side-Booster, jedoch sind an ihnen keine Triebwerke angebracht. Sie liefern nicht zusätzlichen Schub, sondern lediglich zusätzlichen Treibstoff, der in den Triebwerken der Hauptstufe genutzt wird. Das wohl bekannteste Beispiel dafür ist das Space Shuttle der NASA.

## Träger- und Höhenforschungsraketen
- USA: Aerobee, Vanguard, Thor, Atlas, Redstone, Saturn, Scout, Titan, Delta, Pegasus, Space Shuttle, Falcon 1, Falcon 9, Falcon Heavy, Booster von Trägerraketen, Ares I, Ares V
- Russland/Sowjetunion/GUS: MMR06, R-7, Sojus, N1, Zyklon, Zenit, Kosmos, Proton, Energija, Angara, Wolna
- Europa: Ariane 1–3, Ariane 4, Ariane 5, Cirrus, Meteor, Europa, Vega, Monica, Zenit (Schweizer Höhenforschungsrakete)
- Frankreich: Diamant
- Großbritannien: Blue Streak, Black Knight, Black Arrow, Skylark
- Volksrepublik China: Chang Zheng (Langer Marsch), Feng Bao
- Nordkorea: Taepodong-1, Taepodong-2
- Japan: Mu-Serie, N-Serie, Kappa- oder J-Serie, H-I, H-II
- Indien: SLV, ASLV, PSLV, GSLV
- Pakistan: Hatf V (Ghauri), Shaheen I und II
- Israel: Shavit
- Brasilien: VLS-1
- Ukraine: Dnepr
- Private Raumfahrt (Private Unternehmen): Falcon 1, Falcon 9, Falcon Heavy, Electron (Rakete)

## Bemannte Flüge
Die meisten bemannten Raketenflüge waren entweder Orbitalflüge, zu denen auch die Apollo-Mondmissionen gehören, da hierbei auch Himmelskörper umkreist wurden.
Vertikal gestartete suborbitale Raketenflüge fanden vor dem Erststart von New Shepard nur selten statt und waren häufig das Ergebnis eines Versagens einer bemannten Rakete für einen Orbitalflug. Die folgende Liste führt alle suborbitalen, bemannten Raketenflüge mit senkrechtem Start auf.
| Datum              | Mission            | Besatzung | Fahrzeugtyp              | Gipfelhöhe | Land               | Bemerkung                                                                      |
| ------------------ | ------------------ | --- | ------------------------ | ---------- | ------------------ | ------------------------------------------------------------------------------ |
| 1. März 1945       | M23                | Lothar Sieber | Bachem Ba 349 Natter     | 1,5 km     | Deutschland        | Stürzte ab, wobei Lothar Sieber getötet wurde                                  |
| 5. Mai 1961        | Mercury-Redstone 3 | Alan Shepard | Mercury-Redstone         | 187,5 km   | Vereinigte Staaten | Erster Amerikaner im All                                                       |
| 21. Juli 1961      | Mercury-Redstone 4 | Virgil Grissom | Mercury-Redstone         | 190,3 km   | Vereinigte Staaten | Zweiter Amerikaner im All                                                      |
| 5. April 1975      | Sojus 18-1         | Vasili Lazarev, Oleg Grigorjewitsch Makarow                                                                                                 | Sojus                    | 192 km     | Sowjetunion        | Fehlgeschlagener Orbitalflug; Abbruch nach Fehlfunktion während Stufentrennung |
| 26. September 1983 | Sojus T-10-1       | Vladimir Titov Gennadi Michailowitsch Strekalow                                                                                             | Sojus                    | 0,65 km    | Sowjetunion        | Startabbruch                                                                   |
| 28. Januar 1986    | STS-25             | Francis R. "Dick" Scobee, Michael J. Smith, Ellison S. Onizuka, Judith A. Resnik, Ronald E. McNair, Gregory B. Jarvis, S. Christa McAuliffe | Space Shuttle Challenger | 20 km      | Vereinigte Staaten | Challenger-Katastrophe; alle Astronauten an Bord wurden getötet                |
| 30. Januar 2014    | Hughes 1           | Mike Hughes | selbstgebaute Rakete     | 0,419 km   | Vereinigte Staaten | Mike Hughes wurde verletzt                                                     |
| 24. März 2018      | Hughes 2           | Mike Hughes | selbstgebaute Rakete     | 0,572 km   | Vereinigte Staaten |                                                                                |
| 11. Oktober 2018   | Sojus MS-10        | Alexei Nikolajewitsch Owtschinin, Nick Hague                                                                                                | Sojus                    | 93 km      | Russland           | Fehlgeschlagener Orbitalflug                                                   |
| 22. Februar 2020   | Hughes 3           | Mike Hughes | selbstgebaute Rakete     | 1,5 km     | Vereinigte Staaten | Mike Hughes kam beim Absturz ums Leben                                         |
| 20. Juli 2021      | Blue Origin NS-16  | Jeff Bezos, Mark Bezos, Wally Funk, Oliver Daemen                                                                                           | New Shepard              | 107 km     | Vereinigte Staaten | Erster bemannter Flug der Blue Origin                                          |
| 13. Oktober 2021   | Blue Origin NS-18  | Audrey Powers, Chris Boshuizen, Glen de Vries, William Shatner                                                                              | New Shepard              | 107 km     | Vereinigte Staaten | Zweiter bemannter Flug der Blue Origin                                         |
| 11. Dezember 2021  | Blue Origin NS-19  | Laura Shepard Churchley, Michael Strahan, Dylan Taylor, Evan Dick, Lane Bess, Cameron Bess                                                  | New Shepard              | 107 km     | Vereinigte Staaten | Dritter bemannter Flug der Blue Origin                                         |
| 31. März 2022      | Blue Origin NS-20  | Marty Allen, Sharon Hagle, Marc Hagle, Jim Kitchen, George Nield, Gary Lai                                                                  | New Shepard              | 107 km     | Vereinigte Staaten | Vierter bemannter Flug der Blue Origin                                         |
| 4. Juni 2022       | Blue Origin NS-21  | Evan Dick, Katya Echazarreta, Hamish Harding, Victor Correa Hespanha, Jaison Robinson, Victor Vescovo                                       | New Shepard              | 107 km     | Vereinigte Staaten | Fünfter bemannter Flug der Blue Origin                                         |
| 4. August 2022     | Blue Origin NS-22  | Coby Cotton, Mário Ferreira, Vanessa O'Brien, Clint Kelly III, Sara Sabry, Steve Young                                                      | New Shepard              | 107 km     | Vereinigte Staaten | Sechster bemannter Flug der Blue Origin                                        |
| 19. Mai 2024       | Blue Origin NS-25  | Mason Angel, Sylvain Chiron, Ed Dwight, Kenneth Hess, Carol Schaller, Gopichand Thotakura                                                   | New Shepard              | 107 km     | Vereinigte Staaten | Siebter bemannter Flug der Blue Origin                                         |
| 29. August 2024    | Blue Origin NS-26  | Nicolina Elrick, Rob Ferl, Eugene Grin, Eiman Jahangir, Karsen Kitchen, Ephraim Rabin                                                       | New Shepard              | 105 km     | Vereinigte Staaten | Achter bemannter Flug der Blue Origin                                          |
| 22. November 2024  | Blue Origin NS-28  | Henry (Hank) Wolfond, Austin Litteral, James (J.D.) Russell, Sharon Hagle, Marc Hagle, Emily Calandrelli                                    | New Shepard              | 107 km     | Vereinigte Staaten | Neunter bemannter Flug der Blue Origin                                         |
| 25. Februar 2025   | Blue Origin NS-30  | Lane Bess, Jesús Calleja, Tushar Shah, Richard Scott, Elaine Chia Hyde, Russell Wilson                                                      | New Shepard              | 107 km     | Vereinigte Staaten | Zehnter bemannter Flug der Blue Origin                                         |

## Raketenunfälle
Obwohl sich bei der Entwicklung und Erprobung von Raketen viele Explosionen ereigneten, gab es nur wenige Raketenunfälle mit Personenschaden, da im Regelfall sehr strenge Sicherheitsmaßnahmen angewandt wurden.

### Tödliche Raketenunfälle mit Opfern am Boden
| Datum             | Unfallort                                | Anzahl der Todesopfer              | Art des Unfalls |
| ----------------- | ---------------------------------------- | ---------------------------------- | --- |
| 17. Mai 1930      | Berlin, Deutsches Reich                  | 1                                  | Max Valier stirbt bei Brennkammerexplosion |
| 10. Oktober 1933  | Bohmte, Deutsches Reich                  | 3                                  | Explosion in der Werkstatt von Reinhold Tiling |
| 16. Juli 1934     | Kummersdorf, Deutsches Reich             | 3                                  | Triebwerksexplosion bei Bodentest |
| 1944?             | Tucheler Heide, Deutsches Reich          | ?                                  | eine V2-Rakete fällt bei einem Versuchsstart in einen Schützengraben; mehrere Menschen sterben. |
| 28. August 1944   | KZ-Nebenlager Redl-Zipf, Deutsches Reich | 24                                 | Explosion eines V2-Versuchstriebwerks auf dem Raketenprüfstand „Schlier“. Unter den Toten ist die Raketentechnikerin Ilse Oberth, eine Tochter von Hermann Oberth. |
| 24. Oktober 1960  | Baikonur, Kasachische SSR                | offiziell 126, wahrscheinlich mehr | Explosion einer R-16 auf der Startrampe (siehe Nedelin-Katastrophe) |
| 14. April 1964    | Cape Canaveral, USA                      | 3                                  | Rakete zündet im Montageraum. |
| 7. Mai 1964       | Braunlage, Deutschland                   | 3                                  | Bei der Vorführung von Postraketen von Gerhard Zucker explodiert eine Rakete kurz nach dem Start; Trümmer treffen Menschen in der Zuschauermenge. |
| 14. Dezember 1966 | Baikonur, Kasachische SSR                | 1 (?)                              | Fehlstart eines unbemannten Sojus-Raumschiffes. Der Rettungsturm setzt die Rakete in Brand, die daraufhin explodiert. Siehe Kosmos 133. |
| 27. Januar 1967   | Cape Canaveral, USA                      | 3                                  | In der-Kommandokapsel Apollo 1 bricht während einer Startsimulation Feuer aus. Die Astronauten Virgil Grissom, Edward H. White und Roger B. Chaffee sterben. |
| 29. Juli 1967     | Golf von Tonkin                          | 134                                | Von einem auf dem Flugdeck des US-Flugzeugträgers USS Forrestal abgestellten Kampfflugzeug wird versehentlich eine Luft-Boden-Rakete gestartet. Diese trifft ein anderes Flugzeug und verursacht eine Kettenreaktion aus auslaufendem Treibstoff und explodierenden Bomben, siehe Forrestal-Katastrophe. |
| 14. Juli 1968     | Baikonur, Kasachische SSR                | 1                                  | Bei den Startvorbereitungen einer Zond-Mondsonde platzt auf der Rampe einer der Raketentanks, wodurch Rakete und Startturm beschädigt werden. Die Bergung der explosionsgefährdeten Trümmer aus dem Startturm dauert zwei Wochen.                                                                        |
| 26. Juni 1973     | Plessezk, RSFSR                          | 9                                  | Explosion einer Kosmos-3M auf der Startrampe |
| 18. März 1980     | Plessezk, RSFSR                          | 48                                 | Explosion einer Wostok-2M auf der Startrampe |
| 14. Februar 1996  | Xichang, Volksrepublik China             | 6                                  | eine CZ-3B-Rakete stürzt kurz nach dem Start in ein nahegelegenes Dorf. |
| 15. Oktober 2002  | Plessezk, Russland                       | 1                                  | Explosion beim Start einer Sojus-Rakete |
| 22. August 2003   | Alcântara, Brasilien                     | 21                                 | Explosion einer VLS-1-Rakete auf der Startrampe |

### Tödliche Raketenunfälle bei bemannten Flügen und der Raumfahrt
| Datum           | Fluggerät             | Anzahl der Todesopfer | Art des Unfalls |
| --------------- | --------------------- | --------------------- | --- |
| 1. März 1945    | Bachem Ba 349 Natter  | 1                     | Absturz nach Start. Erster bemannter Raketenflug überhaupt. Pilot: OLT Lothar Sieber. Eine Starthilfsrakete konnte nicht abgeworfen werden, was bei dem anschließenden Manöver das Auslösen des Bremsschirms verhinderte. |
| 24. April 1967  | Sojus 1               | 1                     | Bei der Landung versagen sowohl der Haupt- als auch der Reserveschirm des schon vorher mit Problemen kämpfenden Raumschiffs. Der Kosmonaut Wladimir Komarow stirbt beim Aufprall.                                         |
| 29. Juni 1971   | Sojus 11              | 3                     | Ersticken der Kosmonauten. Vor der Landung öffnet sich im All ein Ventil, so dass die Luft aus der Kapsel entweicht. |
| 28. Januar 1986 | STS-51-L (Challenger) | 7                     | Explosion kurz nach dem Start. Aus einer undichten Starthilfsrakete austretende Abgase verursachen die Explosion des Haupttreibstofftanks.                                                                                |
| 1. Februar 2003 | STS-107 (Columbia)    | 7                     | Beim Eintritt in die Erdatmosphäre bricht der Shuttle auseinander. Ursache war ein beim Start durch abfallende Isolationsteile des Außentanks verursachter Defekt im Hitzeschutzmantel des Shuttles.                      |

## Physikalische Grundlagen
Obgleich es sehr unterschiedliche technische Realisierungen von Raketen gibt, beruhen alle auf der Übertragung des Impulses einer entgegen der gewünschten Beschleunigungsrichtung der Rakete ausgeworfenen Masse.
Den Zusammenhang zwischen der Masse der Rakete und der des Antriebsstoffs beschreibt die Raketengrundgleichung. Sie folgt aus der Newtonschen Mechanik und wurde erstmals 1903 von dem russischen Physiker Konstantin Ziolkowski aufgestellt.